# رام سیتو (فیلم)
رام سیتو (به انگلیسی: Ram Setu) فیلمی هندی محصول سال ۲۰۲۲ و به کارگردانی آبیشک شارما است. در این فیلم بازیگرانی همچون آکشی کومار، ژاکلین فرناندز، نصرت باروچا، ساتیا دو و آجی لوبو ایفای نقش کرده‌اند.